# ヴラジミール・シュピドラ
ヴラジミール・シュピドラ（Vladimír Špidla、1951年4月22日 - ）は、チェコ共和国の政治家。チェコ社会民主党所属。2002年から2004年まで首相を、その間の2003年に大統領代行を務めた。また、2004年から2010年まで欧州委員会委員（雇用・社会問題担当）を務めた。

## 経歴
プラハ生まれ。1976年、カレル大学を卒業する。1989年のビロード革命後、チェコ社会民主党に入党する。1996年、下院議員に初当選する。1997年に社民党副党首、2001年に党首に就任する。ミロシュ・ゼマン内閣で副首相および労働・社会問題相を務めた。2002年、首相に就任し、EU加盟を果たす。2004年7月、欧州議会選挙での敗北を受けて、退陣する。その後、欧州委員会委員となり、2010年2月まで雇用・社会問題・機会均等分野を担当した。